# Minoshahr
Minoshahr (farsi مینوشهر) è una città dello shahrestān di Khorramshahr, circoscrizione di Mino, nella provincia del Khūzestān.
La città si trova sull'isola di Mino, sul fiume Arvand (Shatt al-'Arab, in arabo).